# 박영남
박영남(1946년 10월 8일 ~ )은 대한민국의 성우다. 1966년 TBC에 입사했으며, 언론통폐합으로 현재는 KBS 8기 성우로 분류된다. 한국방송 성우극회 소속이다.

## 개요
여성 성우임에도 남자아이 배역이 대부분이며, 그중에서도 주인공 역할이 많은 것으로도 유명하다. 이미자, 이선주, 이선호, 손정아, 한인숙, 김순원, 이영주 등과 함께 소년역할 전문 여성 성우로 분류되는 경우가 많다. 대표작으로는 《짱구는 못말려》의 짱구, 《아기공룡 둘리》의 둘리, 《날아라 슈퍼보드》의 미스터 손, 《드래곤볼》의 손오공 등이 있다. 2012년에 건강상의 문제로 인해 자신이 맡던 역할에서 잠시 하차했지만 회복되면서 2013년에 복귀했다.
2014년 파워레인저 다이노포스에 악역으로 출연해 여자성우들 중에선 가장 경력이 오래된 성우가 되었다.(전체로는 유강진)

## 주요 출연작
굵은 글씨는 주인공 또는 메인 캐릭터.

### TV 애니메이션
- 15소년 우주표류기 (KBS) - 강현민
- 개구리 왕눈이 (KBS) - 왕눈이
- 고슴도치 소닉 (VIDEO) - 소닉
- 피너츠 (VIDEO) - 찰리 브라운
- 그린나이츠 (KBS) - 파이너
- 금발의 제니 (MBC) - 스티븐
- 꼬마거북 프랭클린 (EBS) - 곰곰이
- 꼬마돼지 프레스톤 (EBS) - 프레스톤
- 꼬마유령 캐스퍼 (KBS) - 캐스퍼
- 꼬마용 타발루가 (어린이TV) - 타발루가
- 꾸러기 수비대 (KBS) - 몽치
- 날아라 슈퍼보드 시리즈 (KBS) - 미스터 손
- 내 친구 까치 (VIDEO) - 까치
- 닐스의 모험 (KBS) - 닐스
- 달려라! 부메랑 (SBS) - 강차돌
- 독수리 5형제 (TBC, KBS) - 뻥(제비 진페이)
- 드래곤볼 (VIDEO) - 손오공
- 드래곤볼 Z (투니버스) - (어린) 손오공
- 드래곤볼GT (투니버스) - (어린) 손오공
- 디지몬 크로스워즈 (챔프TV) - 구치파치
- 딱따구리 (KBS) - 딱따구리
- 뚝딱박사 핌 (KBS) - 핌
- 몬스터 팜 (SBS) - 마이티
- 몬타나 존스 (KBS) - 꼬마왕 우타우이
- 몽키 삼총사 (SBS) - 몽키
- 무적용사 사자왕 (투니버스) - 리키 (야마토 타게루)
- 미래소년 코난 (MBC) - 코난
- 밀림의 왕자 레오 (KBS) - 레오
- 바다소년 트리톤 (KBS) - 트리톤
- 바람돌이 소닉 (MBC) - 소닉
- 바이오캅 윙고 (MBC) - 윙고
- 범퍼킹 재퍼 (SBS) - 타이온
- 뿡야뿡야 왕바우 (애니원) - 왕바우 (뿡이)
- 삐뽀사루 겟츄 (챔프) - 히카루
- 슈퍼 그랑죠 (SBS) - 장민호
- 슈퍼 사이보그 네로 (어린이TV) - 네로
- 슈퍼 씽씽캅 (KBS) - 씽씽이
- 신기한 스쿨버스 (EBS) - 랄피
- 신밧드의 모험 (EBS) - 신밧드
- 아기공룡 둘리 (KBS) - 둘리
- 악동클럽 (EBS) - 샘
- 요술곰의 모험나라 (KBS) - 커비
- 용의 아들 (SBS) - 설용
- 우당탕 무술학교 (재능TV) - 보미
- 우주소년 아톰 (KBS) - 아톰 (초반)
- 이상한 나라의 폴 (SBS) - 폴
- 우주용사 씽씽캅 (KBS) - 씽씽이
- 우주선장 율리시즈 (KBS)
- 원탁의 기사 (KBS)
- 원피스 (KBS) - 토니 토니 쵸파
- 원더풀 프리큐어 - 신짱구(특별출연)
- 은하전설 테라 - 한태일
- 이겨라 승리호 (KBS) - 철이
- 전설의 용사 다간 (KBS) - 강철
- 정글북 (KBS) - 모글리
- 짱구는 못말려 (SBS, 투니버스) - 신짱구 (12기 재더빙)
- 지구용사 선가드 (KBS) - 용기
- 천방지축 덩크슛 (SBS) - 기찬
- 철인007 (SBS) - 준
- 크리스탈요정 지스쿼드 (SBS) - 지니
- 태풍소년 (KBS) - 강태철
- 플리퍼와 로파카 (어린이TV) - 로파카
- 피노키오의 모험 (KBS) - 피노키오(모크)
- 호야네 집 (EBS) - 호야
- 황금의 팔 (MBC) - 백훈
- 감바의 모험 - 감바
- 바이오 로보트 짱가 - 철이
- 사이버 포뮬러 - 장민호
- 야구왕 펑키 - 펑키
- 해피해피 다마고치 - 구치파치

### 애니메이션 영화
- 우주 흑기사 (1979년) - 주인공
- 내 이름은 독고탁 (1984년)
- 아기공룡 둘리 - 얼음별 대모험 (1996년) - 둘리
- 극장판 짱구는 못말려: 액션가면 대 그래그래마왕 (1998년, 2008년) - 짱구
- 원피스: 기계태엽성의 메카거병 (2006년) - 쵸파
- 극장판 짱구는 못말려: 부리부리 왕국의 보물 (2008년) - 짱구
- 극장판 짱구는 못말려: 흑부리 마왕의 야망 (2008년) - 짱구
- 극장판 짱구는 못말려: 핸더랜드의 대모험 (2008년) - 짱구
- 극장판 짱구는 못말려: 암흑 마왕 대추적 (2008년) - 짱구
- 짱구는 못말려 극장판: 돼지발굽 대작전 (2008년) - 짱구
- 짱구는 못말려 극장판: 폭발! 온천 부글부글 대작전 (2008년) - 짱구
- 극장판 짱구는 못말려: 폭풍을 부르는 정글 (2008년) - 짱구
- 극장판 짱구는 못말려: 어른 제국의 역습 (2008년) - 짱구
- 극장판 짱구는 못말려: 태풍을 부르는 장엄한 전설의 전투 (2008년) - 짱구
- 극장판 짱구는 못말려: 태풍을 부르는 영광의 불고기 로드 (2008년) - 짱구
- 극장판 짱구는 못말려: 폭풍을 부르는 석양의 떡잎마을 방범대 (2008년) - 짱구
- 짱구는 못말려 극장판: 부리부리 3분 대작전 (2008년) - 짱구
- 극장판 짱구는 못말려: 전설을 부르는 춤을 춰라, 아미고! (2008년) - 짱구
- 짱구는 못말려 극장판: 태풍을 부르는 노래하는 엉덩이 폭탄! (2009년) - 짱구
- 짱구는 못말려 극장판: 엄청난 태풍을 부르는 금창의 용사 (2011년) - 짱구
- 짱구는 못말려 극장판: 포효하라! 떡잎 야생왕국 (2011년) - 짱구
- 짱구는 못말려 극장판: 초시공! 태풍을 부르는 나의 신부 (2011년) - 짱구
- 짱구는 못말려 극장판: 태풍을 부르는 황금 스파이 대작전 (2012년) - 짱구
- 짱구는 못말려 극장판: 태풍을 부르는 나와 우주의 프린세스 (2013년) - 짱구
- 짱구는 못말려 극장판: 엄청 맛있어! B급 음식 서바이벌! (2014년) - 짱구
- 짱구는 못말려 극장판: 정면승부! 로봇아빠의 역습 (2015년) - 짱구
- 짱구는 못말려 극장판: 나의 이사 이야기 선인장 대습격 (2016년) - 짱구
- 짱구는 못말려 극장판: 폭풍수면! 꿈꾸는 세계 대돌격 (2017년) - 짱구
- 짱구는 못말려 극장판: 습격!! 외계인 덩덩이 (2017년) - 짱구
- 극장판 짱구는 못말려: 아뵤! 쿵후보이즈 ~라면 대란~ (2018년) - 짱구
- 짱구는 못말려 극장판: 신혼여행 허리케인 ~사라진 아빠~ (2020년) - 짱구
- 극장판 짱구는 못말려: 격돌! 낙서왕국과 얼추 네 명의 용사들 (2020년) - 짱구
- 짱구는 못말려 극장판: 동물소환 닌자 배꼽수비대 (2022년) - 짱구
- 극장판 짱구는 못말려: 우리들의 공룡일기 (2024년) - 짱구

### 영화
- 개구쟁이 데니스 (SBS) - 데니스 (메이슨 갬블)
- 골든 게이트 (KBS)
- 꼬마유령 캐스퍼 (KBS) - 캐스퍼 (맬라치 피어슨)
- 꾸러기 전쟁 (KBS) - 루크(세드릭 주흐)
- 나 홀로 집에 (KBS, MBC) - 케빈 (맥컬리 컬킨)
  - 나 홀로 집에 2 (MBC) - 케빈 (맥컬리 컬킨)
- 데스페라도 (KBS)
- 딕 트레이시 (MBC) - 꼬마(찰리 코스모)
- 보거스 (MBC) - 앨버트 (헤일리 조엘 오스먼트)
- 구니스 (MBC) - 미키 월쉬 (숀 애스틴)
- 마지막 황제 (KBS) - 소년 부의 (추제격)
- 빅 (SBS) - 빌리 (자레드 러쉬톤)
- 사이먼 버치 (KBS) - 사이먼 (이안 마이클 스미스)
- 슈퍼맨 [1985년 더빙판] (KBS)
- 십계 (KBS)
- 아이 리멤버 에이프릴 (KBS) - 듀크 (트레버 모건)
- 야성의 킬리만자로 (KBS) - 파샤(존 디메치)
- 애들이 줄었어요 (KBS) - 닉 스잘린스키 (로버트 올리버리)
- 어머니 나를 다시 사랑해 주세요 (MBC) - 창이
- 올리버 트위스트 (KBS) - 올리버 트위스트(존 하워드 데이비스)
- 우정 (KBS) - 어린 조나단(프레디 바소로미우)
- 인디아나 존스: 미궁의 사원 (KBS) - 숏 라운드 (관계위)
- 주니어는 못 말려 (KBS) - 주니어 (마이클 올리버)
- 챔프 (KBS) - T.J 플린 (릭 슈로더)
- 침대 귀신 소동 (KBS) - 브라이언 스티븐슨 (프레드 새비지)
- 태양의 제국 (KBS) - 짐 (크리스찬 베일)
- 중국룡 (MBC) - 소룡 (석소룡)
- 파 프롬 홈 (KBS)
- 포이즌 아이비 (SBS)
- 프린세스 브라이드 (KBS) - 그랜드슨 (프레드 새비지)
- E.T. (KBS, MBC) - 엘리엇 (헨리 토마스)

### 외화
- 케빈은 12살 (KBS) - 케빈 (프레드 세비지)

### 방송
- 1 VS 100 (KBS) - 2009년 3월 3일 출연
- 혼자서도 잘해요 (KBS) - 삐약이, 별동이

### 라디오
- 고승열전 (불교방송)

### 드라마
- 에일리언 샘 (투니버스)

### 교육
- Yoon's Phoenix A (윤선생영어교실) - 토리

### 광고
- 일화 (일화생수, 맥콜, 천연사이다 등)
- 오리온 예감
- 옥션
- 제일약품 (제일파프, 살색큐파스)
- 청정원 순창고추장
- 현대해상
- 종이와 연필 요술연필
- 공익광고협의회 (저축, 호돌이)
- 로보트 태권브이 예고편
- 도미노피자

### 유아 비디오
- 장나라의 팡팡 동요나라 VHS(번개 역)

### 게임
- 넷마블 윷놀이 뚝따기